# Isaiah Bowman
Isaiah Bowman, né le 26 décembre 1878 à Waterloo (Ontario) et mort le 6 janvier 1950 à Baltimore, est un explorateur et géographe américain surtout connu pour ses études sur les montagnes américaines et qui dirigea trois expéditions scientifiques dans les Andes centrales entre 1907 et 1913. Par le biais du think tank, le Conseil des relations extérieures et de sa revue Foreign Affairs ou directement en tant que conseiller, il exerce une influence importante sur la politique étrangère américaine de Wilson à Roosevelt.

## Biographie
Bowman étudie la géographie à l'université Harvard.
De 1905 à 1915, il est professeur à l'université Yale. Il dirige trois expéditions scientifiques dans les Andes centrales. Lors de l'une d'elles, il prend part à la redécouverte du Machu Picchu en 1911.
De 1915 à 1935, il exerce la direction de la Société américaine de géographie. Il fait en sorte de diffuser les résultats de la recherche géographique vers un large public et également en direction des décideurs économiques et des hommes politiques. En 1918, il est nommé responsable de la cartographie au sein de la délégation américaine conduite par Wilson au traité de Versailles.
Fort de cette expérience, il écrit Le Nouveau Monde, sous titré « Problèmes de géographie politique » (1920), ouvrage qui devient rapidement un best-seller et dont la traduction en français est assurée par le géographe Jean Brunhes.
Il fonde en 1921 avec l'avocat Elihu Root un laboratoire de pensée, le Conseil des relations extérieures, dont le périodique qu'il édite, Foreign Affairs, devient bientôt prestigieux.
De 1931 à 1934, il est président de l'Union géographique internationale, puis de 1935 à 1948, il est recteur de l'université Johns-Hopkins à Baltimore.
Dans l'entre-deux-guerres, il est la cible de nombreuses attaques en Europe dues au rôle qu'on lui prête dans le tracé des nouvelles frontières, notamment celles de la Pologne. Il s'oppose alors aux thèses de Karl Haushofer. Son influence politique atteint son apogée sous la présidence de Franklin D. Roosevelt dont il est l'un des conseillers les plus écoutés et qui le charge de plusieurs projets, tel le projet « M » en 1939, dont l'objectif est de réfléchir à une émigration des Juifs d'Europe vers l'Amérique latine (vallée de l'Orénoque), projet pour lequel il reste réservé.
Dès 1942, il est, dans l'ombre, l'un des plus influents architectes de la future Organisation des Nations unies.

## Publications
- (en) Isaiah Bowman, The new world : problems in political geography, World book company, 1922, 632 p.
- (en) Isaiah Bowman, The Andes of Southern Peru : Geographical Reconnaissance Along the Seventy-Third Meridian, Read Books Design, 2010, 434 p.
- (en) Isaiah Bowman, Desert trails of Atacama, AMS Press, 1971, 362 p.
- (en) Isaiah Bowman, Forest physiography : physiography of the United States and principles of soils in relation to forestry, John Wiley & Sons, 1911, 759 p.